# مايك جوستين (لاعب كرة قاعدة)
مايك جوستين (بالإنجليزية: Mike Heath)‏ هو لاعب كرة قاعدة أمريكي، ولد في 5 فبراير 1955 في تامبا في الولايات المتحدة.

## وصلات خارجية
- مايك جوستين على موقعبيزبول رفرنس.كوم (الدوري الرئيسي) (الإنجليزية)